# 宗教問題
宗教問題（しゅうきょうもんだい）とは、宗教や信仰に関連する問題のことである。

## 実例
- アメリカ合衆国の陸軍士官学校内の教会で、無宗教の生徒が礼拝を強制される事例や、空軍士官学校で非キリスト教徒の生徒が改宗をすすめられる事例が起きた。これに対し、アメリカ軍とキリスト教の結びつきと批判する人物がいた[1][2]。
- 2013年にフランス西部レンヌの研究者や国際人材サービスのランスタッドが発表した調査によれば、職場に「宗教の問題」があると回答した企業の人事担当者は43%であった[3]。具体的には、自身の信仰する宗教を他の同僚に押しつけたり、男性が女性上司の命令に従わなかったりするといった事例があった[3]。

## 関連文献
- 村上重良『現代日本の宗教問題』朝日新聞社、1979年。
- 保坂俊司『世界の宗教問題の基本』青春出版社、2008年。
- 中村圭志『信じない人のための〈宗教学〉入門 現代社会と宗教問題の本質』サンガ、2009年。